# Завиша, Александр
Александр Завиша (пол. Aleksander Zawisza; 12 декабря 1896, Паневежис — 28 марта 1977, Лондон) — польский политический, государственный и дипломатический деятель, премьер-министр Правительства Польши в изгнании (1965—1970), юрист.

## Биография
В 1916 году окончил Константиновское артиллерийское училище (прапорщик со старшинством с 1 июня 1916 года). Служил офицером в Русской императорской армии, с 11 ноября 1917 по июль 1918 года — в 1-м Польском корпусе РИА.
После обретения независимости Польшей перешёл на службу польскую армию, в 1919 году был адъютантом Игнация Падеревского на Парижской мирной конференции.
Участник советско-польской войны (1919—1921).
Окончил юридический факультет Университета Стефана Батория в Вильно.
В 1922—1940 годах — советник посольства Польши в Риме. С ноября 1940 по май 1941 года — поверенный в делах чехословацкого правительства в изгнании. Позже служил консулом в африканских странах. С осени 1942 до 1 января 1943 года — генеральный консул Польши в Лусаке, затем — генеральный консул Польши в Солсбери (январь 1943 — февраль 1944) и Найроби (апрель 1944 — июль 1945).
После Второй мировой войны оставался за границей, активно участвовал в политической жизни польской эмиграции.
С 1953 по 1963 год — министр иностранных дел Правительства Польши в изгнании.
С июня 1965 по июнь 1970 года занимал пост премьер-министра Правительства Польши в изгнании, одновременно руководил министерством иностранных дел, а с апреля по июнь 1970 года также являлся министром юстиции.
С 1949 по 1970 год также был членом Национального совета Польши.
Сыграл важную роль в перемещении архивов периода Второй мировой войны Министерства информации и документации Великобритании в Гуверовский институт Стэнфордского университета.

## Награды
- Рыцарский крест Ордена Белой розы Финляндии (1931)
- Орден Полярной звезды (1931)
- Командор Ордена Святых Маврикия и Лазаря (1937)
- Большой крест Ордена Возрождения Польши (1967)
- Золотой Крест Заслуги (Польша) (1938)